# Fernando Castillo
Fernando Castillo Lagarrigue (* 21. März 1943 in Santiago de Chile; † 22. November 1997 in Paine) war ein chilenischer römisch-katholischer Theologe und Soziologe. Er gilt als einer der einflussreichsten Befreiungstheologen Chiles.

## Leben und Wirken
Castillo war das älteste von neun Geschwistern, die zusammen mit dem Vater, Anwalt, und seiner Mutter, Köchin, in einem Kolonialhaus in Santiago lebten. 1962 begann er ein Studium des Ingenieurwesens an der Universität von Chile. Dieses brach er kurz darauf wieder und wandte sich der katholischen Theologie zu, sein 1965 begonnenes Studium schloss er 1968 ab.
1973 putschte das chilenische Militär General Augusto Pinochet an die Macht. Die Diktatur tolerierte Fernando Castillos befreiungstheologische Positionen nicht, durch seine Nähe zu den ChristInnen für den Sozialismus erhielt er ein Berufsverbot an Kirchen und katholischen Universitäten durch den späteren chilenischen Kardinal Jorge Arturo Medina Estévez. Er ging nach Deutschland und vollendete 1976 sein Doktorat unter Johann Baptist Metz, dem er bis 1980 als Assistent zur Seite stand. Darüber hinaus schloss er 1977 ein Postgraduiertenstudium der Soziologie in England ab. Er war in Deutschland, Österreich und der Schweiz tätig und hielt Gastvorlesungen, Vorträge und Seminare in Münster, Freiburg und Wien.
1980 kehrte Castillo nach Chile zurück und arbeitete bis 1992 am Institut Educación y Comunicaciones. Darüber hinaus war er in den 1980er-Jahren maßgeblich an der Organisation der Kreuzwege des Volkes beteiligt, die im Widerstand gegen die chilenische Militärdiktatur eine bedeutende Rolle spielten. Er verbrachte seine letzten Jahre in Paine und starb dort im November 1997.

## Schriften
- Christentum und Inkulturation in Lateinamerika. In: Concilium 30 (1994), S. 51–60.
- Das Evangelium gestattet keine Resignation. Erfahrungen und Anstöße aus der Basiskirche in Chile, Freiburg / Schweiz 1988.
- als Hrsg.: Die Kirche der Armen in Lateinamerika. Eine theologische Hinführung, Freiburg/Schweiz 1987.
- Evangelisation in Lateinamerika. In: Concilium 14 (1978), S. 257–261.
- Evangelium, Kultur und Identität. Stationen und Themen eines  befreiungstheologischen Diskurses. Herausgegeben von Kuno Füssel, Michael Ramminger, Luzern 2000. ISBN 978-3-905577-31-0.
- mit Heinrich Fries, Elmar Klinger u. a. (Hrsg.): Herausforderung. Die Dritte Welt und die Christen Europas, Regensburg 1980.
- Befreiende Praxis und theologische Reflexion. In: ders. (Hrsg.): Theologie aus der Praxis des Volkes. Neuere Studien zur lateinamerikanischen Theologie der Befreiung. Kaiser, München / Matthias-Grünewald-Verlag, Mainz 1978, S. 13–60.
- Thesen zum Verhältnis ‘Kirche und Volk’. In: Karl Rahner u. a. (Hrsg.): Volksreligion – Religion des Volkes, Stuttgart 1979, S. 83–87.